# Monarchs de Sacramento
L'équipe des Monarchs de Sacramento (en anglais : Sacramento Monarchs, « les Monarques de Sacramento ») une ancienne franchise féminine de basket-ball américaine appartenant à la WNBA, basée à Sacramento, en Californie, elle est liée aux Kings de Sacramento. Fondée en 1997, l'équipe fait partie des huit franchises originelles et a remporté un titre en 2005.
Les Monarchs ont eux des joueuses exceptionnelles telle que Ticha Penicheiro quatre fois All-Star et membre du Women's Basketball Hall of Fame, Ruthie Bolton deux fois All-Star et membre du Women's Basketball Hall of Fame et Yolanda Griffith MVP de la saison 1999, MVP des finales en 2005 et membre du Women's Basketball Hall of Fame et du Basketball Hall of Fame.

## Historique de la franchise

### Origines (1997-2003)
Les Monarchs ont eu un impact immédiat en WNBA. Avec l'embauche de la joueuse de l'équipe nationale portugaise Ticha Penicheiro, de la joueuse populaire Ruthie Bolton et de la prolifique buteuse Yolanda Griffith, qui ont toutes été des WNBA All-Stars, les Monarchs ont atteint les playoffs presque chaque année pendant cette période, mais ont été éliminées avant d'atteindre la finale de la WNBA.

### À la conquête du titre (2004-2006)

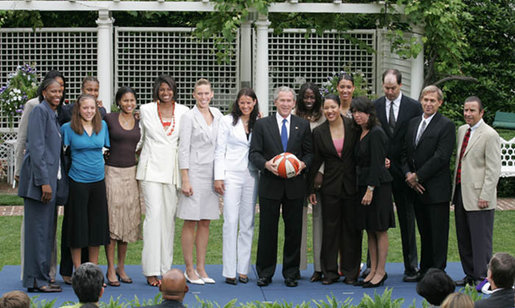
En mai 2006 avec George W. Bush.

Après avoir perdu contre le Storm de Seattle en finales de Conférence Ouest en 2004, les Monarchs ont fait des changements majeurs dans leur effectif pour améliorer l'équipe, en recrutant des joueuses plus jeunes et en mettant l'accent sur le système défensif de l'entraîneur principal John Whisenant. Bolton, l'une des joueuses originales de l'équipe, est devenue agent libre et les Monarchs ont pris la décision difficile de ne pas la garder dans l'effectif actif, bien qu'ils lui aient offert un poste dans leur direction. Edna Campbell, n'a pas été signée par les Monarchs et a ensuite signé avec les Silver Stars de San Antonio.
Le 3 mars 2005, les Monarchs ont échangé Tangela Smith et un choix de deuxième tour de la draft 2006 aux Sting de Charlotte en échange de l'ancienne star de l'Université de Stanford Nicole Powell, Olympia Scott-Richardson et Erin Buescher. Après avoir signé deux joueuses chinoises, Miao Lijie et Sui Feifei, les Monarchs ont échangé Chantelle Anderson aux Silver Stars de San Antonio contre un choix de draft en 2006. Lors de la draft 2005, les Monarchs ont sélectionné la meneuse Kristin Haynie de l'université d'État du Michigan et Chelsea Newton de l'université Rutgers. Les Monarchs ont signé Ruthie Bolton en tant qu'agent libre dans le but de lui permettre d'essayer de gagner une place dans l'effectif de l'équipe lors du camp d'entraînement de pré-saison, mais l'ont finalement renoncée. Bolton a ensuite rejoint les Monarchs pour travailler dans leur département des promotions et des relations publiques.
Les transferts hors saison ont immédiatement porté leurs fruits pour les Monarchs, l'équipe terminant avec un bilan de 25 victoires-9 défaites, le meilleur bilan de la franchise. Whisenant a ensuite été nommé entraîneur de l'année et Powell a reçu le prix de la joueuse la plus améliorée. Après avoir été éliminées des playoff par les Comets de Houston et les Sparks de Los Angeles, les Monarchs ont finalement battu les deux équipes, balayant les deux équipes en route vers leur première apparition en finale. Les Monarchs ont remporté leur première finale en battant le Sun du Connecticut, trois matchs à un dans une série éliminatoire au meilleur des cinq matchs, ce qui a permis à la ville de Sacramento de remporter son deuxième titre majeur dans un sport professionnel. Après avoir remporté le championnat, les Monarchs sont devenues la première équipe professionnelle féminine à apparaître sur une boîte de Wheaties.
Les Monarchs sont restées fortes en 2006, terminant deuxième à l'Ouest. Les Monarchs ont pris feu dans les playoff, balayant une fois de plus les Comets puis les Sparks, tête de série, pour atteindre la finale pour la deuxième saison consécutive. Mais en finale, elles ont été battues par le Shock de Detroit 3 matchs à 2.

### Déclin (2007-2009)
En 2007, les Monarchs ont terminé fort, mais ont laissé passer une chance d'obtenir la deuxième place à la fin de la saison. Ils ont été confrontés aux Silver Stars de San Antonio. Après avoir battu les Silver Stars lors du premier match à domicile, les Monarchs ont perdu les matchs 2 et 3 (et la série) à San Antonio, mettant fin à leur série de deux ans en tant que champions de la Conférence Ouest. 
En 2008, les Monarchs étaient nettement moins forts, mais ont tenu bon dans le tableau des séries éliminatoires de l'Ouest toute la saison et ont terminé avec la quatrième place. Face aux Silver Stars à nouveau au premier tour, les Monarchs espéraient une revanche pour 2007. La série n'a pas bien commencé pour les Monarchs, puisqu'ils ont perdu le premier match à domicile 85-78. La série s'est alors déplacée à San Antonio, et il semblait qu'elle allait se terminer rapidement. Mais les Monarchs ne reculèrent pas et écrasèrent les Silver Stars lors du deuxième match 84-67, forçant ainsi la tenue d'un troisième match crucial. Lors du troisième match, les Stars reprirent le dessus et menèrent à un moment donné avec 14 points d'avance. Mais les Monarchs organisèrent une remontée furieuse, marquant sept points dans les 90 dernières secondes de jeu pour égaliser le match et forcer la prolongation. Mais malheureusement pour les Monarchs, les Silver Stars revinrent en force lors de la prolongation et gagnèrent le match 86-81, mettant fin à la saison des Monarchs.
En 2009, les Monarchs connurent l'une de leurs pires saisons de l'histoire de la franchise. Cela conduisit également au licenciement de l'entraîneur principal Jenny Boucek en cours de saison, après quoi elle fut remplacée par John Whisenant, l'entraîneur qui mena les Monarchs à leur premier championnat en 2005. Ils terminèrent avec un bilan de 12-22, derniers de la conférence et de la ligue. Ils ont également raté les séries éliminatoires pour la première fois depuis la saison 2002 et ont égalé le record du plus grand nombre de défaites avec 22, le même nombre de défaites qu'ils ont subies il y a 11 ans.

### Dissolution (2009)
la franchise dépose le bilan fin 2009 alors qu'elle perd plus d'un million d'euros par saison. En septembre 2015, sa renaissance est évoquée à la faveur du changement de propriétaire et de la construction d'une nouvelle salle pour les Kings de Sacramento.

## Palmarès, bilan et récompences

### Palmarès
| Championnat nationale                                                              | Autres titres                                    |
| - Women's National Basketball Association (1) - Champion : 2005 - Finaliste : 2006 | - Conférence Ouest (2) - Champion : 2005 et 2006 |

## Joueuses et personnalités

### Joueuses
- Ruthie Bolton
- Yolanda Griffith
- Ticha Penicheiro
- Laure Savasta, première Française avec Isabelle Fijalkowski à jouer en WNBA
- Katie Smith
- DeMya Walker

### Maillots retirés
La franchise, a retiré un maillot « GM », qui est suspendu en haut de l'ARCO Arena pour Jerry Reynolds le premier General Manager. Les maillots retirés de la franchise du Minnesota sont les suivants :

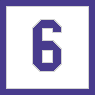
Ruthie Bolton, 1997-2004
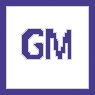
Jerry Reynolds, 1997-2004, General Manager

## Identité du club

### Logos

#### Description du logos
Une lettre « M » violette et noire formant une reine des papillons tenant un ballon de basket. Le mot-symbole sous « SACRAMENTO » est argenté sur le dessus et « MONARCHS » est argenté sur un fond noir.

#### Logo principale

Logo des Monarchs version dark (1997-2009)

Logo des Monarchs (1997-2009)

Lorsque les Monarchs ont rejoint la WNBA en 1997, ils utilisaient deux logos distincts : l'un présentait un design abstrait avec plusieurs étoiles et l'inscription « Sacramento », tandis que l'autre représentait un papillon monarque stylisé avec « Monarchs » écrit en dessous. Ces deux logos ont été utilisés lors des matchs à domicile jusqu'en 2001, année où l'équipe a décidé d'adopter le second comme logo principal. Cette version revisitée apportait plus de détails, avec des contours accentués sur les ailes et un tracé plus net du corps du papillon, lui conférant un aspect plus moderne et dynamique.
Dans le cadre d'une refonte de son image avant la saison 2003, l'organisation a une nouvelle fois mis à jour son logo. Elle a introduit du violet dans sa palette de couleurs et opté pour une police de caractères plus imposante, renforçant ainsi l'identité visuelle du club. Ces ajustements subtiles mais stratégiques visaient à améliorer la reconnaissance de la marque et à assurer sa pertinence dans un univers sportif en constante évolution.
Si la version originale du logo a conservé une place particulière dans le cœur des supporters de la première heure, la version modernisée a su conquérir un public plus large. Elle incarne à la fois l'héritage de l'équipe et son adaptation aux exigences du marketing sportif contemporain. En définitive, le logo des Monarchs demeure un symbole fort de l'histoire et des succès du club, perpétuant son influence bien au-delà de son passage dans la WNBA.

#### Logo secondaire
En parallèle du logo principal, les Monarchs ont également utilisé un logo secondaire représentant une tête de reine en violet et noir sur un fond de basket. Ce logo alternatif a été employé de 1997 à 2010, offrant une autre facette de l'identité visuelle de l'équipe.

#### Logotype
Le dernier logo est un logotype à double ligne « SACRAMENTO » en noir en haut et « MONARCHS » en noir dans une police personnalisée en bas.

Logo des Monarchs version purple (1997-2009)
Logo secondaire des Monarchs (1997-2009)
Logotype des Monarchs (1997-2009)